# Governatore della Louisiana
Il Governatore della Louisiana (in inglese: Governor of Louisiana, in francese: Gouverneur de Louisiane) è il capo del governo dello stato statunitense della Louisiana. Lo Stato venne acquisito dagli Stati Uniti nel 1803. Per i precedenti governatori della Louisiana vedere Governatori della Louisiana francese.

## Elenco

### Territorio di Orleans (1804-1812)
Dal 1804 al 1812, quello che sarebbe poi diventato lo Stato della Louisiana era conosciuto come il "Territorio di Orleans".
Il contemporaneo "Territorio della Louisiana" non includeva la Louisiana moderna.
| #  | Foto | Nome (Nascita–Morte)                   | Inizio mandato   | Termine mandato |
| -- | ---- | -------------------------------------- | ---------------- | --------------- |
| 25 |      | William C. C. Claiborne (1772/75–1817) | 20 dicembre 1803 | 30 aprile 1812  |

### Stato della Louisiana (1812 - oggi)

Stemma dello stato della Louisiana

Partiti
  Democratico (41)    Democratico-Repubblicano (3)    Nazionale Repubblicano (5)    Repubblicano (12)    Whig (3) 
Note
- † deceduto durante il mandato

| #  | Foto          | Nome                             | Mandato          | Mandato          | Partito                  |  | Vicegovernatore                                                          |
| #  | Foto          | Nome                             | Inizio           | Termine          | Partito                  |  | Vicegovernatore                                                          |
| -- | ------------- | -------------------------------- | ---------------- | ---------------- | ------------------------ |  | ------------------------------------------------------------------------ |
| 1  |               | William Charles Cole Claiborne   | 30 aprile 1812   | 16 dicembre 1816 | Democratico-Repubblicano |  |                                                                          |
| 2  |               | Jacques Villeré                  | 16 dicembre 1816 | 18 dicembre 1820 | Democratico-Repubblicano |  |                                                                          |
| 3  |               | Thomas B. Robertson              | 18 dicembre 1820 | 15 novembre 1824 | Democratico-Repubblicano |  |                                                                          |
| 4  |               | Henry S. Thibodaux               | 15 novembre 1824 | 13 dicembre 1824 | Democratico-Repubblicano |  |                                                                          |
| 5  |               | Henry Johnson                    | 13 dicembre 1824 | 15 dicembre 1828 | Democratico-Repubblicano |  |                                                                          |
| 6  |               | Pierre Derbigny † (1769–1829)    | 15 dicembre 1828 | 6 ottobre 1829   |                          |  |                                                                          |
| 7  |               | Beauvais Armand                  | 6 ottobre 1829   | 14 gennaio 1830  | Whig                     |  |                                                                          |
| 8  | Jacques Dupré | 14 gennaio 1830                  | 31 gennaio 1831  | Whig             |                          |  |                                                                          |
| 9  |               | Andre B. Romano                  | 31 gennaio 1831  | 4 febbraio 1835  | Whig                     |  |                                                                          |
| 10 |               | Edward Douglass White Senior     | 4 febbraio 1835  | 4 febbraio 1839  | Whig                     |  |                                                                          |
| 11 |               | Andre B. Romano                  | 4 febbraio 1839  | 30 gennaio 1843  | Whig                     |  |                                                                          |
| 12 |               | Alexandre Mouton                 | 30 gennaio 1843  | 12 febbraio 1846 | Democratico              |  |                                                                          |
| 13 |               | Isaac Johnson                    | 12 febbraio 1846 | 28 gennaio 1850  | Democratico              |  |                                                                          |
| 14 |               | Marshall Joseph Walker           | 28 gennaio 1850  | 18 gennaio 1853  | Democratico              |  |                                                                          |
| 15 |               | Paul Hebert Octave               | 18 gennaio 1853  | 22 gennaio 1856  | Democratico              |  |                                                                          |
| 16 |               | Robert C. Wickliffe              | 22 gennaio 1856  | 23 gennaio 1860  | Democratico              |  |                                                                          |
| 17 |               | Thomas Moore Overton             | 23 gennaio 1860  | 25 gennaio 1864  | Democratico              |  |                                                                          |
| 18 |               | Henry Watkins Allen              | 25 gennaio 1864  | 2 giugno 1865    | Democratico              |  |                                                                          |
| 19 |               | George F. Shepley                | 2 luglio 1862    | 4 marzo 1864     | Militare                 |  |                                                                          |
| 20 |               | Michael Hahn                     | 4 marzo 1864     | 4 marzo 1865     | Repubblicano             |  |                                                                          |
| 21 |               | James Madison Wells              | 4 marzo 1865     | 3 giugno 1867    | Democratico              |  |                                                                          |
| 22 |               | Benjamin Flanders                | 8 giugno 1867    | 8 gennaio 1868   | Repubblicano             |  |                                                                          |
| 23 |               | Joshua Baker                     | 8 gennaio 1868   | 27 giugno 1868   |                          |  |                                                                          |
| 24 |               | Henry Clay Warmoth               | 27 giugno 1868   | 9 dicembre 1872  | Repubblicano             |  |                                                                          |
| 25 |               | P. B. S. Pinchback               | 9 dicembre 1872  | 13 gennaio 1873  | Repubblicano             |  |                                                                          |
| 26 |               | John McEnery                     | 13 gennaio 1873  | 22 maggio 1873   | Democratico              |  |                                                                          |
| 27 |               | William P. Kellogg               | 13 gennaio 1873  | 8 gennaio 1877   | Repubblicano             |  |                                                                          |
| 28 |               | Stephen B. Packard               | 8 gennaio 1877   | 24 aprile 1877   | Repubblicano             |  |                                                                          |
| 29 |               | Francis Redding Tillou Nicholls  | 8 gennaio 1877   | 14 gennaio 1880  | Democratico              |  |                                                                          |
| 30 |               | Louis Alfred Wiltz † (1843–1881) | 14 gennaio 1880  | 16 ottobre 1881  | Democratico              |  |                                                                          |
| 31 |               | Samuel D. McEnery                | 16 ottobre 1881  | 21 maggio 1888   | Democratico              |  |                                                                          |
| 32 |               | Francis Redding Tillou Nicholls  | 21 maggio 1888   | 16 maggio 1892   | Democratico              |  |                                                                          |
| 33 |               | Murphy J. Foster                 | 16 maggio 1892   | 8 maggio 1900    | Democratico              |  |                                                                          |
| 34 |               | William Wright Heard             | 8 maggio 1900    | 10 maggio 1904   | Democratico              |  |                                                                          |
| 35 |               | Newton C. Blanchard              | 10 maggio 1904   | 12 maggio 1908   | Democratico              |  |                                                                          |
| 36 |               | Jared Young Sanders              | 12 maggio 1908   | 14 maggio 1912   | Democratico              |  |                                                                          |
| 37 |               | Luther E. Hall                   | 14 maggio 1912   | 9 maggio 1916    | Democratico              |  |                                                                          |
| 38 |               | G. Ruffin Pleasant               | 9 maggio 1916    | 11 maggio 1920   | Democratico              |  |                                                                          |
| 39 |               | John M. Parker                   | 11 maggio 1920   | 13 maggio 1924   | Democratico              |  |                                                                          |
| 40 |               | Henry L. Fuqua † (1865–1926)     | 13 maggio 1924   | 11 ottobre 1926  | Democratico              |  |                                                                          |
| 41 |               | Oramel H. Simpson                | 11 ottobre 1926  | 21 maggio 1928   | Democratico              |  |                                                                          |
| 42 |               | Huey Pierce Long                 | 21 maggio 1928   | 25 gennaio 1932  | Democratico              |  |                                                                          |
| 43 |               | Alvin Olin King                  | 25 gennaio 1932  | 10 maggio 1932   | Democratico              |  |                                                                          |
| 44 |               | Oscar Kelly Allen † (1882–1936)  | 10 maggio 1932   | 28 gennaio 1936  | Democratico              |  |                                                                          |
| 45 |               | James A. Noe                     | 28 gennaio 1936  | 12 maggio 1936   | Democratico              |  |                                                                          |
| 46 |               | Richard W. Leche                 | 12 maggio 1936   | 26 giugno 1939   | Democratico              |  |                                                                          |
| 47 |               | Earl K. Long                     | 26 giugno 1939   | 14 maggio 1940   | Democratico              |  |                                                                          |
| 48 |               | Sam H. Jones                     | 14 maggio 1940   | 9 maggio 1944    | Democratico              |  |                                                                          |
| 49 |               | Jimmie H. Davis                  | 9 maggio 1944    | 11 maggio 1948   | Democratico              |  |                                                                          |
| 50 |               | Earl K. Long                     | 11 maggio 1948   | 13 maggio 1952   | Democratico              |  |                                                                          |
| 51 |               | Robert F. Kennon                 | 13 maggio 1952   | 8 maggio 1956    | Democratico              |  |                                                                          |
| 52 |               | Earl K. Long                     | 8 maggio 1956    | 10 maggio 1960   | Democratico              |  |                                                                          |
| 53 |               | Jimmie Davis                     | 10 maggio 1960   | 12 maggio 1964   | Democratico              |  |                                                                          |
| 54 |               | John McKeithen                   | 12 maggio 1964   | 2 maggio 1972    | Democratico              |  |                                                                          |
| 55 |               | Edwin Edwards                    | 9 maggio 1972    | 10 marzo 1980    | Democratico              |  | Jimmy Fitzmorris                                                         |
| 56 |               | Dave Treen                       | 10 marzo 1980    | 12 marzo 1984    | Repubblicano             |  | Robert Louis Freeman Sr.                                                 |
| 57 |               | Edwin Edwards                    | 12 marzo 1984    | 14 marzo 1988    | Repubblicano             |  | Robert Louis Freeman Sr.                                                 |
| 58 |               | Buddy Roemer                     | 14 marzo 1988    | 13 gennaio 1992  | Democratico              |  | Paul Hardy                                                               |
| 59 |               | Edwin Edwards                    | 13 gennaio 1992  | 8 gennaio 1996   | Democratico              |  | Melinda Schwegmann                                                       |
| 60 |               | Mike Foster                      | 8 gennaio 1996   | 12 gennaio 2004  | Repubblicano             |  | Kathleen Blanco                                                          |
| 61 |               | Kathleen Blanco                  | 12 gennaio 2004  | 14 gennaio 2008  | Democratico              |  | Mitch Landrieu                                                           |
| 62 |               | Bobby Jindal                     | 14 gennaio 2008  | 11 gennaio 2016  | Repubblicano             |  | Mitch Landrieu (2008-2010) Scott Angelle (2010) Jay Dardenne (2010-2016) |
| 63 |               | John Bel Edwards                 | 11 gennaio 2016  | 8 gennaio 2024   | Democratico              |  | Billy Nungesser                                                          |
| 64 |               | Jeff Landry                      | 8 gennaio 2024   | In carica        | Repubblicano             |  | Billy Nungesser                                                          |

## Altre cariche elevate tenute dai governatori
| Governatore                    | Pereiodo                      | Congresso | Congresso | Altri incarichi | Note |
| Governatore                    | Pereiodo                      | Camera    | Senato    | Altri incarichi | Note |
| ------------------------------ | ----------------------------- | --------- | --------- | --- | ---- |
| William Charles Cole Claiborne | 1803–1816                     |           | S         | Rappresentante del Tennessee, Governatore del Mississippi.                                                                                |      |
| Thomas B. Robertson            | 1820–1824                     | H         |           | |      |
| Henry Johnson                  | 1824–1828                     | H         | S         | |      |
| Edward Douglass White Sr.      | 1835–1839                     | H         |           | |      |
| Alexandre Mouton               | 1843–1846                     |           | S         | |      |
| Robert C. Wickliffe            | 1856–1860                     |           |           | Vicegovernatore della Louisiana. Eletto senatore degli Stati Uniti, ma ha rifiutato il seggio al senato.                                  |      |
| Michael Hahn                   | 1864–1865                     | H         |           | Eletto senatore Stati Uniti ma rifiutò il seggio.                                                                                         |      |
| Benjamin Flanders              | 1870–1872                     | H         |           | |      |
| P. B. S. Pinchback             | 1872–1873                     |           |           | Eletto sia alla Camera dei rappresentanti degli Stati Uniti e al Senato degli Stati Uniti, ma rifiutò il seggio.                          |      |
| William P. Kellogg             | 1873–1877                     | H         | S         | |      |
| Samuel D. McEnery              | 1881–1888                     |           | S         | Vicegovernatore della Louisiana. |      |
| Murphy J. Foster               | 1892–1900                     |           | S         | |      |
| Newton C. Blanchard            | 1904–1908                     | H         | S         | |      |
| Jared Y. Sanders, Sr.          | 1908–1912                     | H         |           | Vicegovernatore della Louisiana. Eletto senatore degli Stati Uniti, ma ha rifiutato il seggio al senato, preferendo rimanere governatore. |      |
| Oramel H. Simpson              | 1926–1928                     |           |           | Vicegovernatore della Louisiana |      |
| Huey Pierce Long               | 1928–1932                     |           | S*        | Eletto al Senato nel 1930. |      |
| Edwin W. Edwards               | 1972–1980 1984–1988 1992–1996 | H         |           | |      |
| David C. Treen                 | 1980–1984                     | H         |           | |      |
| Buddy Roemer                   | 1988–1992                     | H         |           | |      |
| Kathleen Blanco                | 2004–2008                     |           |           | Vicegovernatore della Louisiana |      |
| Bobby Jindal                   | 2008–2016                     | H         |           | |      |
| Jeff Landry                    | 2024–oggi                     | H         |           | |      |